# Dithmarscher Volks- und Raiffeisenbank
Die Dithmarscher Volks- und Raiffeisenbank eG ist eine deutsche Genossenschaftsbank mit Sitz in der schleswig-holsteinischen Stadt Heide im Kreis Dithmarschen.

## Geschichte
Die heutige Dithmarscher Volks- und Raiffeisenbank eG entstand im Jahr 1990 aus dem Zusammenschluss der Volksbank Dithmarschen eG mit Sitz in Heide (Holstein) und der Raiffeisenbank eG Dithmarschen mit Sitz in Lunden. Im Jahr 2000 schloss sich die Raiffeisenbank Dithmarschen-Süd eG mit dem Sitz in Meldorf der Dithmarscher Volks- und Raiffeisenbank eG an.
Als einzige in der Region vertretene Bank hat die Dithmarscher Volks- und Raiffeisenbank ihren Hauptsitz in Dithmarschen.

### Stammbaum
Der Stammbaum der Dithmarscher Volks- und Raiffeisenbank eG. Angegeben ist der zum Zeitpunkt der Verschmelzung geführte Name.
- Dithmarscher Volks- und Raiffeisenbank eG, Heide (seit 1990)
  - Volksbank Dithmarschen eG, Heide (bis 1990)
  - Raiffeisenbank eG Dithmarschen, Lunden (bis 1990)
    - Spar- und Darlehnskasse eGmbH, St. Annen  (bis 1966)
    - Raiffeisenbank eG Wesselbüren-Neuenkirchen, Neuenkirchen (bis 1975)
    - Raiffeisenbank eG, Weddingstedt (bis 1979)

  - Raiffeisenbank Dithmarschen-Süd eG, Meldorf (bis 2000)
    - Raiffeisenbank eG, Meldorf (bis 1991)
      - Raiffeisenbank eG, Hemmingstedt (bis 1979)
      - Raiffeisenbank eG, Windbergen (bis 1984)
      - Raiffeisenbank eG, Burg (Dithmarschen) (bis 1987)

    - Raiffeisenbank eG, Eggstedt (bis 1991)
      - Spar- und Darlehnskasse eGmbH, Eggstedt (bis 1972)
      - Spar- und Darlehnskasse eGmbH, Frestedt (bis 1972)
      - Spar- und Darlehnskasse eGmbH, Großenrade (bis 1972)

    - Raiffeisenbank Dithmarschen-Süd eG, Marne (bis 1991)
      - Raiffeisenbank eG, Marne (bis 1986)
      - Raiffeisenbank Eddelak-Averlak-Kuden eG, Averlak (bis 1986)

## Rechtsverhältnisse
Die Dithmarscher Volks- und Raiffeisenbank eG ist im Genossenschaftsregister beim Amtsgericht Pinneberg unter GnR 43 ME eingetragen.

## Organisationsstruktur
Rechtsgrundlagen sind das Genossenschaftsgesetz und die durch die Vertreterversammlung beschlossene Satzung. Organe der Bank sind der Vorstand, der Aufsichtsrat und die Vertreterversammlung.

## Sicherungseinrichtung
Die Dithmarscher Volks- und Raiffeisenbank eG ist der amtlich anerkannten Sicherungseinrichtung des Bundesverbandes der Deutschen Volksbanken und Raiffeisenbanken GmbH und der zusätzlichen freiwilligen Sicherungseinrichtung des Bundesverbandes der Deutschen Volksbanken und Raiffeisenbanken e.V. angeschlossen.

## Geschäftsausrichtung
Die Dithmarscher Volks- und Raiffeisenbank eG betreibt das Universalbankgeschäft. Im Verbundgeschäft arbeitet sie mit der DZ Bank, R+V Versicherung, Bausparkasse Schwäbisch Hall, Teambank, VR Smart Finanz, Münchener Hypothekenbank, DZ Hyp und der Union Investment zusammen.

## Geschäftsgebiet

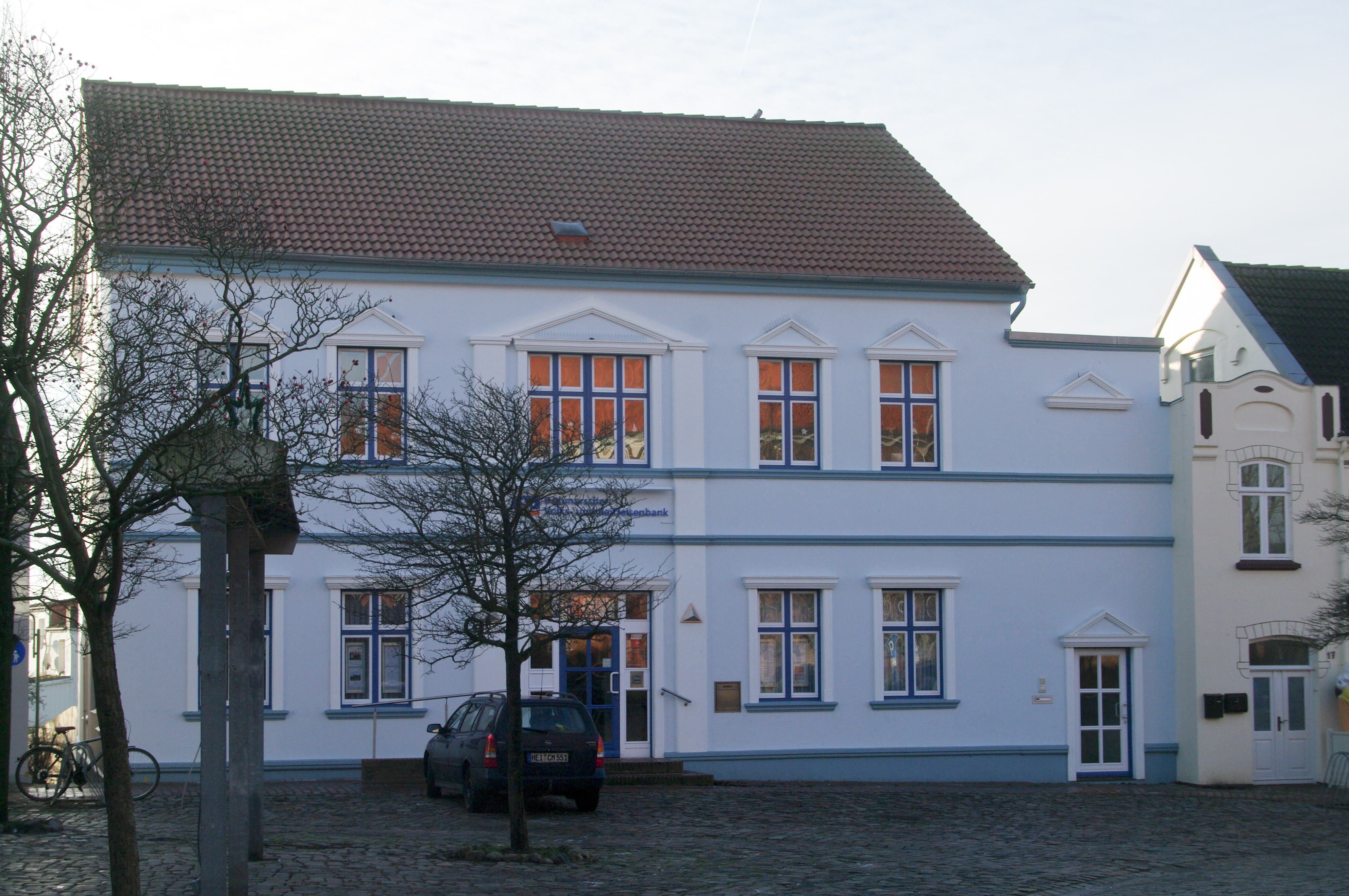
Geschäftsstelle Wesselburen

Das Geschäftsgebiet umfasst wesentliche Teile des Kreises Dithmarschen.
An diesen Orten betreibt die Bank Filialen:
- Heide (Holstein) (Hauptstelle, jur. Sitz)
- Büsum (Geschäftsstelle)
- Lunden (Geschäftsstelle)
- Wesselburen (Geschäftsstelle)
- Burg (Dithmarschen) (Geschäftsstelle)
- Brunsbüttel (Geschäftsstelle)
- Eddelak (Geschäftsstelle)
- Marne (Geschäftsstelle)
- Meldorf (Geschäftsstelle)